# Harrisonite
La harrisonite è un minerale.